# Brabham
Brabham je bivša momčad Formule 1.
Momčad se natjecala u Formuli 1 31 sezonu, od 1962. do 1992., a osnovao ju je Australac Jack Brabham nakon napuštanja Coopera 1961. Jack je s Brabhamom osvojio naslov prvaka 1966., te je i danas jedini vozač u povijesti Formule 1 koji je osvojio naslov sa svojom vlastitom momčadi.

## Pobjede u Formuli 1
| Rb  | Sezona | Vozač        | Datum         | Velika Nagrada      | Staza             | Šasija       | Motor              | Gume | Grid |
| --- | ------ | ------------ | ------------- | ------------------- | ----------------- | ------------ | ------------------ | ---- | ---- |
| 1.  | 1964.  | Dan Gurney   | 28. lipnja    | VN Francuske        | Rouen-les-Essarts | Brabham BT7  | Climax FWMV V8 1.5 | D    | 2.   |
| 2.  | 1964.  | Dan Gurney   | 25. listopada | VN Meksika          | Mexico City       | Brabham BT7  | Climax FWMV V8 1.5 | D    | 2.   |
| 3.  | 1966.  | Jack Brabham | 3. srpnja     | VN Francuske        | Reims             | Brabham BT19 | Repco 620 3.0 V8   | G    | 4.   |
| 4.  | 1966.  | Jack Brabham | 16. srpnja    | VN Velike Britanije | Brands Hatch      | Brabham BT19 | Repco 620 3.0 V8   | G    | 1.   |
| 5.  | 1966.  | Jack Brabham | 24. srpnja    | VN Nizozemske       | Zandvoort         | Brabham BT19 | Repco 620 3.0 V8   | G    | 1.   |
| 6.  | 1966.  | Jack Brabham | 7. kolovoza   | VN Njemačke         | Nürburgring       | Brabham BT19 | Repco 620 3.0 V8   | G    | 5.   |
| 7.  | 1967.  | Denny Hulme  | 7. svibnja    | VN Monaka           | Monaco            | Brabham BT20 | Repco 740 3.0 V8   | G    | 4.   |
| 8.  | 1967.  | Jack Brabham | 2. srpnja     | VN Francuske        | Le Mans           | Brabham BT24 | Repco 740 3.0 V8   | G    | 2.   |
| 9.  | 1967.  | Denny Hulme  | 6. kolovoza   | VN Njemačke         | Nürburgring       | Brabham BT24 | Repco 740 3.0 V8   | G    | 2.   |
| 10. | 1967.  | Jack Brabham | 27. kolovoza  | VN Kanade           | Mosport Park      | Brabham BT24 | Repco 740 3.0 V8   | G    | 7.   |